# Ōza 1990
L'Ōza 1990 è stata la trentottesima edizione del torneo goistico giapponese Ōza.

## Svolgimento

### Fase preliminare
La fase preliminare serve a determinare chi accede al torneo per la selezione dello sfidante. Consiste in una serie di tornei preliminari iniziali, i cui vincitori si qualificano al torneo per la determinazione dello sfidante.
- W indica vittoria col bianco
- B indica vittoria col nero
- X indica la sconfitta
- +R indica che la partita si è conclusa per abbandono
- +N indica lo scarto dei punti a fine partita
- +F indica la vittoria per forfeit
- +T indica la vittoria per timeout
- +? indica una vittoria con scarto sconosciuto
- V indica una vittoria in cui non si conosce scarto e colore del giocatore

|  | Primo turno      | Primo turno      | Primo turno |  |  | Secondo turno   | Secondo turno   | Secondo turno   |       |             | Semifinali      | Semifinali      | Semifinali |  |  | Finale | Finale | Finale |
|  |                  |                  |             |  |  |                 |                 |                 |       |             |                 |                 |            |  |  |        |        |        |
|  | Rin Kaiho        | Rin Kaiho        | W+R         |  |  |                 |                 |                 |       |             |                 |                 |            |  |  |        |        |        |
|  | Goro Miyazawa    | Goro Miyazawa    |             |  |  | Rin Kaiho       | Rin Kaiho       | B+R             |       |             |                 |                 |            |  |  |        |        |        |
|  | Kunihisa Honda   | Kunihisa Honda   |             |  |  | Shuzo Awaji     | Shuzo Awaji     |                 |       |             |                 |                 |            |  |  |        |        |        |
|  | Shuzo Awaji      | Shuzo Awaji      | W+R         |  |  |                 |                 |                 |       | Rin Kaiho   | Rin Kaiho       |                 |            |  |  |        |        |        |
|  | Kōichi Kobayashi | Kōichi Kobayashi |             |  |  |                 | Satoshi Kataoka | Satoshi Kataoka | W+7,5 |             |                 |                 |            |  |  |        |        |        |
|  | Masaki Takemiya  | Masaki Takemiya  | W+0,5       |  |  | Masaki Takemiya | Masaki Takemiya |                 |       |             |                 |                 |            |  |  |        |        |        |
|  | Satoshi Kataoka  | Satoshi Kataoka  | B+R         |  |  | Satoshi Kataoka | Satoshi Kataoka | W+0,5           |       |             |                 |                 |            |  |  |        |        |        |
|  | Utaro Hashimoto  | Utaro Hashimoto  |             |  |  |                 |                 |                 |       |             | Satoshi Kataoka | Satoshi Kataoka |            |  |  |        |        |        |
|  | Kunio Ishii      | Kunio Ishii      | W+1,5       |  |  |                 | Yasumasa Hane   | Yasumasa Hane   | W+R   |             |                 |                 |            |  |  |        |        |        |
|  | Toshiya Imamura  | Toshiya Imamura  |             |  |  | Kunio Ishii     | Kunio Ishii     | B+R             |       |             |                 |                 |            |  |  |        |        |        |
|  | Hideo Izumitani  | Hideo Izumitani  |             |  |  | Norimoto Yoda   | Norimoto Yoda   |                 |       |             |                 |                 |            |  |  |        |        |        |
|  | Norimoto Yoda    | Norimoto Yoda    | W+R         |  |  |                 |                 |                 |       | Kunio Ishii | Kunio Ishii     |                 |            |  |  |        |        |        |
|  | Cho Chikun       | Cho Chikun       |             |  |  |                 | Yasumasa Hane   | Yasumasa Hane   | W+R   |             |                 |                 |            |  |  |        |        |        |
|  | Shuzo Ohira      | Shuzo Ohira      | B+R         |  |  | Shuzo Ohira     | Shuzo Ohira     |                 |       |             |                 |                 |            |  |  |        |        |        |
|  | Shoji Hashimoto  | Shoji Hashimoto  |             |  |  | Yasumasa Hane   | Yasumasa Hane   | W+R             |       |             |                 |                 |            |  |  |        |        |        |
|  | Yasumasa Hane    | Yasumasa Hane    | W+1,5       |  |  |                 |                 |                 |       |             |                 |                 |            |  |  |        |        |        |

### Finale
La finale è una sfida al meglio delle cinque partite.